# Paramunnidae
Paramunnidae é uma família de isópodos pertencentes à ordem Isopoda.

## Géneros
Géneros:
- Abyssianira Menzies, 1956
- Acutomunna Winkler, 1994
- Advenogonium Just & Wilson, 2007